# Jelena Tomaševićová
Jelena Tomaševićová (srbskou cyrilicí Јелена Томашевић [jɛ̌lɛna tɔmǎːʃɛv̞itɕ]IPA; * 1. listopadu 1983 Negotin, SR Srbsko, Socialistická federativní republika Jugoslávie, dnes Srbsko) je srbská popová zpěvačka. Vyhrála nespočet ocenění a cen za své písně a reprezentovala Srbsko na Eurovision Song Contest 2008, kde se umístila s písní "Oro" šestá. Její debutové album vydané v roce 2008 nese jméno Panta Rei.

## Kariéra
Jelena si začala pěstovat slávu v mladém věku osmi let, kdy vyhrála dětskou soutěž písní Šarenijada (Шаренијада) ve městě Kragujevac. Později se připojila ke kragujevacké folklórní skupině Abrašеvića (Абрашевића), se kterou procestovala celou Evropu a odvezla si mnohá ocenění za své taneční výkony a pronikavý zpěv. Jako sólistka souboru dosáhla velkého úspěchu na nejprestižnějších festivalech. Byla to její velká zkušenost s prvním veřejným vystoupením a se svými pěveckými schopnostmi zaujal velké množství lidí.
V roce 1994 vystoupila na dalším jugoslávském dětském festivale, který se konal ve městě Kragujevac, jež vyhrála.
Od té doby vystupovala na různých mezinárodních festivalech, například v České republice, Bělorusku a Bulharsku, kde získala řadu ocenění. Také roku 2002 vyhrála talentovou soutěž 3K Dur (3К Дур), kterou vysílala stanice RTS 3. V roce 2003 se poprvé zúčastnila festivalu Budva a na prestižním festivale Slovanský bazar v Bělorusku se umístila druhá. V roce 2004 soutěžila s velkým úspěchem na festivale Beovizija (v srbském národním výběru do Eurovision Song Contest), kde zazpívala píseň "Kad ne Bude tvoje ljubavi" (Кад не буде твоје љубави). V roce 2005 se začala angažovat na spolupráci s populárním srbským zpěvákem Željkem Joksimovićem, který složil píseň "Jutro" (Јутро). S písní zvítězila v národním kole Beovizija, srbském výběru pro Eurovision Song Contest. Ve společném národním finále Evropjesma se umístila druhá.
V roce 2007 napsala text k písni Mileny Vucić s názvem "Gotova Stvar". Ve stejný rok nahrávací společnost Minacord s ní podepsala smlouvu a v roce 2008 vydala své debutové album. Píseň "Košava" (Кошава), z toho alba, byla představena v show televize RTS s názvem Beogradska Hronika (Београдска хроника), na konci března 2008. Videoklip k písni byl natočen v bělehradské vile, postavené v roce 1907.
V roce 2008 Željko Joksimović složil píseň s názvem "Oro" pro národní kolo Beovizija 2008. Jelena Tomaševićová s písní národní kolo vyhrála a mohla reprezentovat Srbsko na Eurovision Song Contest 2008, které se konalo v květnu, v Bělehradě. Na Eurovision Song Contest 2008 se umístila na šestém místě se ziskem 160 bodů. Píseň je celá v srbském jazyce.
Ve své kariéře také účinkovala ve filmu Ivkova slava (Ивкова слава, 2006), pro který také zpívala. Otevírala EuroBasket 2005 v Bělehradě. V roce 2009 nahrála píseň věnovanou míru spolu s účastníky Eurovision Song Contest 2008 — zpěvákem Boazem Maudem (za Izrael) a zpěvačkou Sirusho (za Arménii). Písnička nese název "Time To Pray". Textařem písně je prezident Izraele Šimon Peres. Píseň byla prezentována v Moskvě a také v během srbského národního finále Beovizija 2009. V roce 2010 obíhala její píseň nazvaná "Gde da odem da te ne volim" (Где да одем да те не волим), která je napsána Jelenou Trifunović a složená populárním zpěvákem a skladatelem Tošem Proeskim, jedním z největších balkánských umělců. Tato píseň je obsažena v albu "Tose i prijatelji" (Toše a přátelé), který je sbírkou jeho památky v roce 2010. Videoklip k písni byl natočen v hotelu Es Vives na španělské Ibize v létě roku 2010.
Dne 24. února 2012 prezentovala v televizní show "Ja imam talenat" (Ја имам таленат) píseň nazvanou "Melanholija" (Меланхолија, česky Melancholie). Píseň složil Rafael Artesero ze Španělska a textař Ljiljana Jorgovanović, o aranžmá se postaral Alek Alexsov. Téhož roku dne 23. června, představila svůj singl "Vertigo" (Вертиго). Emina Jahović je autorem hudby i textu písně.
V roce 2014 vystoupila na festivale Sunčane skale, kde zazpívala svou píseň "Radio Svira Za Nas". Mezi dalšími byli i Sergej Ćetković, Željko Joksimović či Marija Šerifović.

## Osobní život
Absolvovala základní školu a kragujevacké matematické gymnázium. Poté v roce 2002 absolvovala vysokou školu, také městě Kragujevac. Ve stejný rok začala studovat angličtinu, kterou mluví plynně, na kragujevacké univerzitě. Dne 28. srpna 2011 se provdala za srbského herce Ivana Bosiljčiće a dne 24. ledna 2012 se jí narodila holčička jménem Nina.

## Diskografie

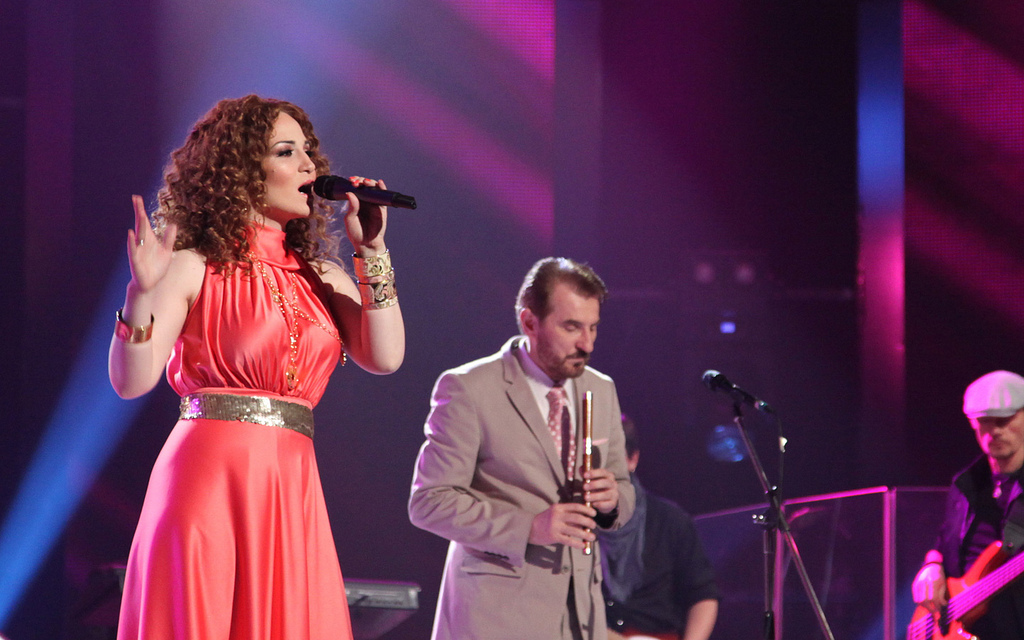
Jelena Tomaševićová & Bora Dugić

### Alba
| Rok  | Informace                                                                                       |
| ---- | ----------------------------------------------------------------------------------------------- |
| 2008 | Panta Rei - Debutové studiové album - Vydáno: Říjen 2008 - Vydavatelství: Minacord - Formát: CD |

### Singly
| Rok  | Píseň                                                   | Album                             | Poznámka                                                                           |
| ---- | ------------------------------------------------------- | --------------------------------- | ---------------------------------------------------------------------------------- |
| 2004 | Kad ne bude tvoje ljubavi (Кад не буде твоје љубави)    | —                                 | Píseň pro národní kolo Evropesma 2004                                              |
| 2005 | Jutro (Јутро)                                           | Panta Rei                         | Píseň pro národní kolo Beovizija 2005                                              |
| 2006 | Nema koga (Нема кога)                                   | Panta Rei                         | Píseň pro film Ivkova Slava                                                        |
| 2008 | Oro (Оро)                                               | Panta Rei                         | Vítězná píseň národního srbského kola Beovizija 2008, Eurovision Song Contest 2008 |
| 2008 | Košava (Кошава)                                         | Panta Rei                         |                                                                                    |
| 2008 | Okeani (Океани)                                         | Panta Rei                         |                                                                                    |
| 2008 | Nikola Tesla                                            | Balkan Routes Vol.1: Nikola Tesla |                                                                                    |
| 2009 | Time to Pray                                            | Time to Pray – Singl              | Singl, ve které spojili síly hvězdy Eurovision Song Contest — Sirusho a Boaz Mauda |
| 2010 | Gde da odem da te ne volim (Где да одем да те не волим) | Toše i prijatelji                 | Píseň napsána mekedonskou superstar, nazpívaná k jeho památce                      |
| 2013 | Vertigo (Вертиго)                                       | Vertigo – Singl                   |                                                                                    |
| 2013 | Radio Svira Za Nas (Радио свира за нас)                 | Radio Svira Za Nas – Singl        |                                                                                    |